# Charles FitzRoy, 2. Duke of Grafton

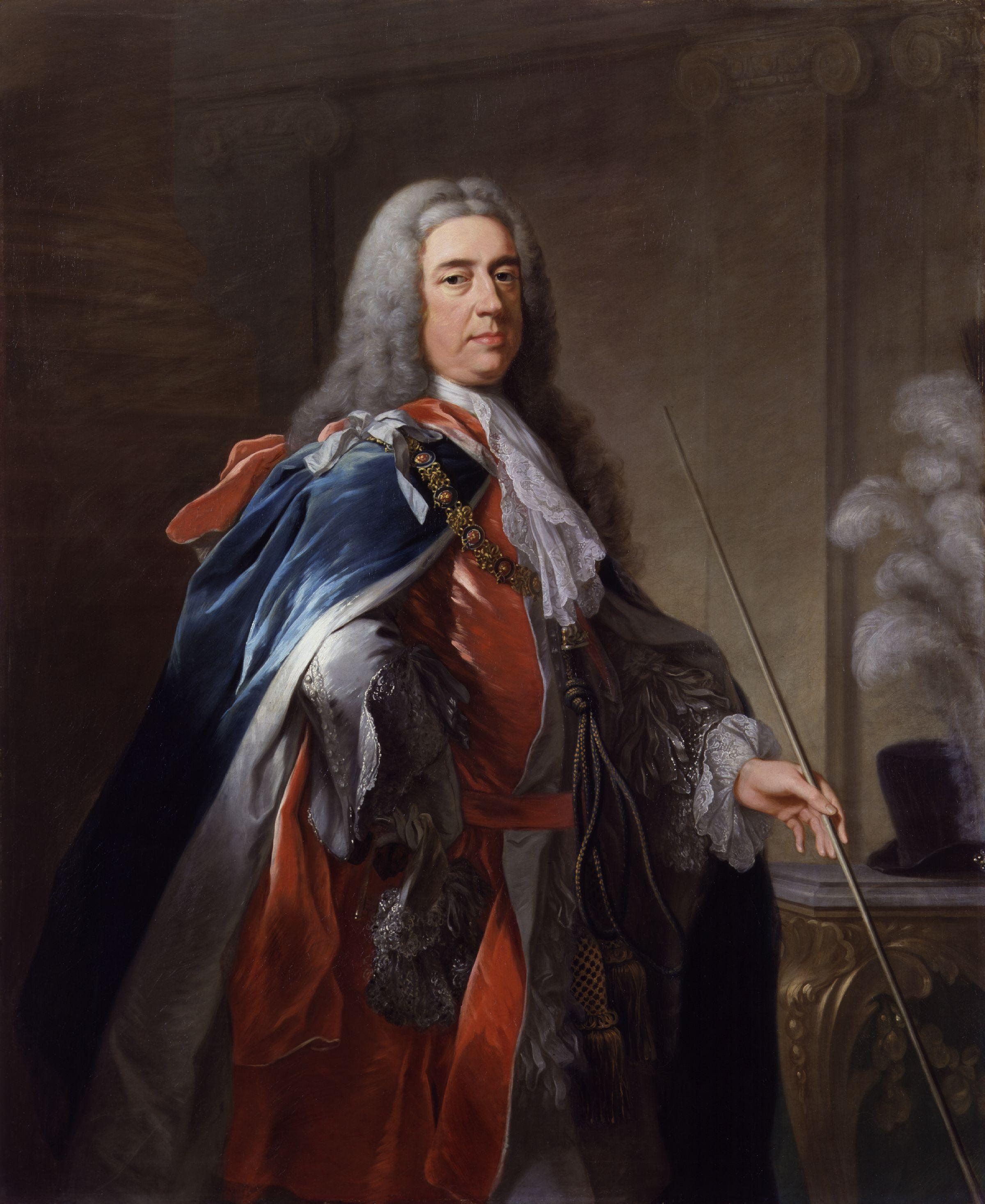
Charles FitzRoy, 2. Duke of Grafton, Porträt von William Hoare

Charles FitzRoy, 2. Duke of Grafton (* 25. Oktober 1683 in Arlington House, London; † 6. Mai 1757) war ein englischer Adliger und Politiker.

## Leben

### Familie
Charles FitzRoy war das einzige Kind von Henry FitzRoy, 1. Duke of Grafton, und Isabella Bennet, 2. Countess of Arlington. Sein Vater war ein unehelicher Sohn König Karls II. und dessen Mätresse Barbara Villiers, seine Mutter eine Ururenkelin von Wilhelm von Oranien. FitzRoy war erst sechs Jahre alt, als sein Vater am 9. Oktober 1690 starb. Seine Mutter heiratete 1698 in zweiter Ehe Thomas Hanmer, 4. Baronet.
FitzRoy wurde am 25. Oktober 1683 in London geboren und am 30. Oktober getauft. Taufpaten waren sein Großvater, König Karl II., der Fürst von Oranien und Prinzessin Anne. Bis zum Tod seines Vaters war er als Earl of Euston bekannt.

### Karriere
Obwohl er bereits mit dem Tod seines Vaters am 9. Oktober 1690 neuer Duke of Grafton geworden war, konnte er seinen Sitz im House of Lords erst mit dem Erreichen der Volljährigkeit am 25. Oktober 1704 annehmen. Mit dem Tod seiner Mutter 1723 erbte er zudem die Titel Earl of Arlington, Viscount Thetford und Baron Arlington.
Bereits 1703 war er in die Armee eingetreten und hatte in Flandern gedient. 1705 wurde er zum Lord Lieutenant of Suffolk ernannt, ein Amt, das er bis zu seinem Tod innehatte.
FitzRoy hatte eine enge Verbindung zur Königsfamilie: Bei der Krönung Georgs I. am 20. Oktober 1714 fungierte er als Lord High Steward und trug die Edwardskrone. Von 1724 bis zu seinem Tod 1757 diente er den Königen Georg I. und Georg II. zudem als Lord Chamberlain of the Household. Georg I. diente er auch als Lord of the Bedchamber.
1715 wurde FitzRoy Mitglied des Privy Council, im gleichen Jahr wurde er auch zum Lord Justice of Ireland ernannt, bevor er von 1720 bis 1724 als Lord Lieutenant of Ireland diente und somit oberster Vertreter der britischen Krone in Irland war. Während diverser Abwesenheiten des Königs aus Großbritannien fungierte FitzRoy zudem als Lord Justice of the Realm.
1721 wurde Charles FitzRoy in den Hosenbandorden aufgenommen, 1728 wurde ihm der Doctor of Laws von der Universität Cambridge verliehen. Ab 1749 war er Mitglied der Royal Society, auch war er Mitglied des Whig-freundlichen Kit-Cat-Klubs.
Charles FitzRoy starb am 6. Mai 1757 mit 73 Jahren und wurde in St Genevieve in Euston, Suffolk, beigesetzt.

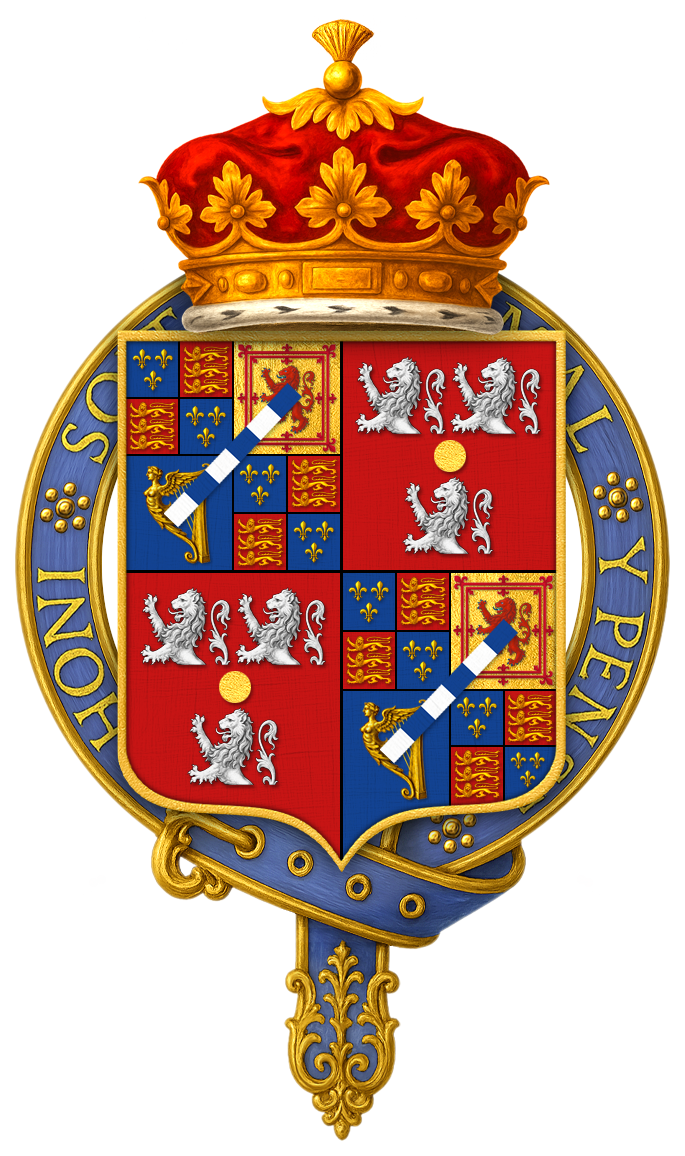
Wappen von Charles FitzRoy, 2. Duke of Grafton

## Heirat und Nachkommen
Am 30. April 1713 heiratete Charles FitzRoy Lady Henrietta Somerset (1690–1726), die Tochter von Charles Somerset, Marquess of Worcester, und Rebecca Child. Der Ehe entstammten sieben Kinder:
- Charles Henry FitzRoy, Earl of Euston (* 13. April 1714; † 18. Dezember 1715)
- George FitzRoy, Earl of Euston (* 24. August 1715; † 7. Juli 1747); ⚭ Dorothy Boyle, Tochter von Richard Boyle, 3. Earl of Burlington
- Lord Augustus FitzRoy (* 16. Oktober 1716; † 24. Mai 1741); ⚭ Elizabeth Cosby; ihr gemeinsamer Sohn Augustus FitzRoy folgte seinem Großvater als Duke of Grafton nach und wurde britischer Premierminister
- Lord Charles FitzRoy (* 23. April 1718; † 29. Juli 1739)
- Lady Caroline FitzRoy (* 8. April 1722; † 26. Juni 1784); ⚭ William Stanhope, 2. Earl of Harrington
- Lady Harriet FitzRoy (* 8. Juni 1723; † August 1735)
- Lady Isabella FitzRoy (* 1726; † 10. November 1782); ⚭ Francis Seymour-Conway, 1. Marquess of Hertford

Außerdem war er der Vater eines unehelichen Sohnes:
- Charles FitzRoy-Scudamore (* um 1707; † 19. August 1782) ⚭ Frances Scudamore

## Nachleben
Die Stadt Grafton in Massachusetts wurde Charles FitzRoy, 2. Duke of Grafton, zu Ehren benannt. Ebenso die Stadt Winchester in New Hampshire, die ursprünglich Arlington hieß.
In Dublin ist die Grafton Street nach ihm benannt.